# Olaudah Equiano
Olaudah Equiano, noto anche come Gustavus Vassa (Essaka, 1745 circa – Londra, 31 marzo 1797), è stato uno scrittore e attivista nigeriano del XVIII secolo.
Nato in Nigeria nel villaggio di Essaka in quello che oggi è il sud della Nigeria, visse principalmente nel Regno Unito e nelle colonie britanniche in America. Sostenne il movimento britannico per porre fine alla tratta degli schiavi. Equiano lavorò come autore, marinaio, mercante, parrucchiere e navigatore.
Nel suo racconto Equiano fornisce dettagli sul suo villaggio natale, Essaka, e sulle leggi e i costumi del popolo Igbo (scritto Eboe). Descrive alcune delle comunità africane conosciute quando fu forzatamente portato verso la costa, il suo viaggio su una nave di schiavi, la brutalità della schiavitù nelle colonie di Indie Occidentali, Virginia, Georgia e la privazione dei diritti civili subita dalle persone liberate di colore (tra cui sequestro di persona e riduzione in schiavitù) in quegli stessi luoghi. Equiano era particolarmente attaccato alla sua fede cristiana che aveva abbracciato nel 1759, all'età di 14 anni, tema ricorrente nella sua autobiografia. Diversi eventi della sua vita lo portarono a mettere in discussione la sua fede, fin quasi a perderla del tutto dopo aver assistito al rapimento di un cuoco nero di nome John Annis da una nave in Inghilterra, poi torturato sull'isola di Saint Kitts.

## Primi anni di vita e riduzione in schiavitù

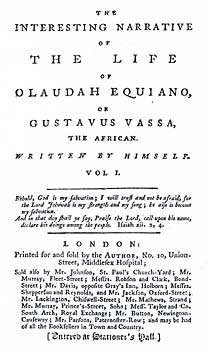
Frontespizio di The Interesting Narrative of the Life of Olaudah Equiano, 1789

Equiano sostenne di essere nato in un villaggio igbo nei pressi del fiume Niger, in Nigeria.
Da piccolo fu rapito e impiegato come servo domestico in un altro villaggio. A undici anni fu portato nel Nuovo Mondo e venduto a un certo Michael Pascal, capitano della Royal Navy, che gli diede il nome di Gustavus Vassa. Fu poi nuovamente venduto al mercante quacchero Robert King di Filadelfia. King, che lo impiega prima nella riscossione del denaro dai debitori poi come aiutante nella tratta degli schiavi, gli insegnò a leggere e scrivere, e gli diede un'istruzione cristiana. A 21 anni, Equiano riuscì ad acquistarsi la libertà con i soldi che aveva messo da parte e con i proventi di alcuni commerci ed è proprio come mercante di schiavi che Equiano riesce nel 1769 a comprarsi la libertà. Gli manca, però, la garanzia che la sua conquista valga per sempre: proprio in quanto libero, è un corpo spurio nella società schiavista e mercantilista dell'epoca. Con il rischio di venir rapito ancora e ridotto in schiavitù, decide allora di far ritorno in Inghilterra, precisamente a Londra, non prima di aver viaggiato nel Mediterraneo e aver preso parte ad almeno due spedizioni (di cui una nell'Artico, alla ricerca del «passaggio a Nordovest» — Esplorazioni), dove opera nel movimento abolizionista, insieme a Thomas Clarkson e a William Wilberforce, pubblica l'autobiografia (un autentico successo, che lo scrittore promuoverà con un tour in Inghilterra, Scozia e Irlanda), The Interesting Narrative of the Life of Olaudah Equiano, or Gustavus Vassa the African (1789), che rappresenta uno dei primi esempi di letteratura africana in lingua inglese.

### Il dibattito sulle origini
Vincent Carretta, autore di un saggio su Equiano dal titolo Equiano, the African: Biography of a Self-Made Man (2005), ha sostenuto di aver trovato la prova che Equiano era nato in effetti non in Nigeria, ma nella Carolina del Sud. La questione è controversa, sebbene la maggior parte degli studiosi considerino attendibile l'autobiografia di Equiano.

## Il matrimonio e la famiglia
Stabilitosi in Gran Bretagna, il 7 aprile 1792 sposò Susannah Cullen, una ragazza bianca del posto, nella Chiesa di Sant'Andrea a Soham, nella contea di Cambridge. Il registro di matrimonio originale contenente la voce per Equiano e Cullen è tenuto oggi dai Archivi Cambridgeshire e Local Studies presso l'Archivio di Stato della contea di Cambridge.
Ha enunciato il suo matrimonio in ogni edizione della sua autobiografia dal 1792 in poi. I critici hanno suggerito che credeva che il suo matrimonio simboleggiasse l'unione commerciale tra l'Africa e la Gran Bretagna. La coppia si stabilì nella zona ed ebbe due figlie, Anna Maria (1793-1797) e Joanna (1795-1857).
Susannah morì nel febbraio del 1796, intorno ai 34 anni, e Equiano morì un anno dopo, il 31 marzo 1797, a circa 52 anni (fonti differiscono sulla sua età). Poco dopo, la figlia maggiore morì all'età di quattro anni, lasciando alla figlia più giovane Joanna le proprietà di Equiano, valutate intorno alle 950 sterline (corrispondenti a circa 150.000 euro odierni).

## Opere
- L'incredibile storia di Olaudah Equiano, o Gustavus Vassa, detto l'Africano (Epoché, 2008)
- L'interessante narrazione della vita di Olaudah Equiano (Settemari 2023), tradotto e curato da Mauro Cotone.

## Omaggi ad Olaudah Equiano
In onore di Equiano è stato battezzato un cratere di Mercurio.